# Klanění tří králů (Gentile da Fabrino, 1423)
Klanění tří králů (italsky L'Adorazione dei Magi) je název oltářního obrazu namalovaného italským gotickým umělcem Gentilem da Fabrianem, (kolem 1370, Fabriano, Papežský stát – 1427, Řím, Papežský stát).

## Životopis umělce
Gentile da Fabriano se narodil ve Fabrianu, v městě provincie Ancona v italské oblasti Marche. Region tehdy patřil Papežskému státu. Pracoval hlavně ve střední Itálii, většinou v Toskánsku. K jeho nejznámějším dílům patří Klanění tří králů a Útěk do Egypta. Jedno z jeho prvních známých děl Madona s dítětem vytvořené mezi lety 1395–1400, nyní v Berlíně, ukazuje vliv severoitalské pozdně gotické malby. Kolem roku 1405 pracoval Gentile da Fabriano v Benátkách, kde maloval obraz pro kostel Santa Sofia. Mezi lety 1408 a 1409 namaloval pro dóžecí palác fresku (nyní ztracenou) zobrazující námořní bitvu mezi Benátčany a Otou III. Zemřel pravděpodobně před 14 říjnem 1427. Jeho hrob se nenašel, možná byl pohřben v kostele, který se dnes nazývá S. Francesca Romana ve Florencii, ale jeho hrobka zmizela; existují však důkazy, že může být pohřben v kostele Santa Maria v Trastevere v Římě, kde zemřel.

## Popis obrazu
Gentile pobýval dne 6. srpna 1420 ve Florencii, kde namaloval svůj slavný oltářní obraz zobrazující Klanění tří králů, nacházející se nyní v galerii Uffizi. Dílo je považováno za jedno z mistrovských děl gotického stylu. Obraz si u Fabrianiho objednal Palla Strozzi, zámožný umělecký sběratel pro oltář rodinné kaple v kostele Santa Trinita v roce 1420. Na obraze Fabriani pracoval tři roky. Ovlivněn prostředím florentských uměleckých kruhů kombinoval styl, který si přinesl ze svého rodného města se stylem sienské školy. Gentile namaloval nádherný průvod, který se vine až k Panně Marii, držící na klíně dítě. V klanícím se zástupu vidíme vedle tradičních postav a zvířat i zvířata exotická: leoparda, opice, lva, dromedára a vzácné ptáky. Na královských pláštích králů Gentile ukázal všechny své malířské dovednosti. Použil zlato a stříbro reliéfně ražené a ozdobil jimi aureoly a tkaniny. Zlatým deštěm zaplavil i nádherné ozdoby jezdců z východu i postroje koní. V prostředním ze tří lomených oblouků je výjev Zvěstování (přerušený) Trůnícím Kristem v ústředním medailonu. Na predele oltáře zobrazil Gentile tři výjevy z Kristova života: Narození Páně, Útěk do Egypta a Přijetí v chrámu. Obraz Přijetí v chrámu v Uffizi je jen kopie, originál je od roku 1812 umístěn v galerii Louvre.

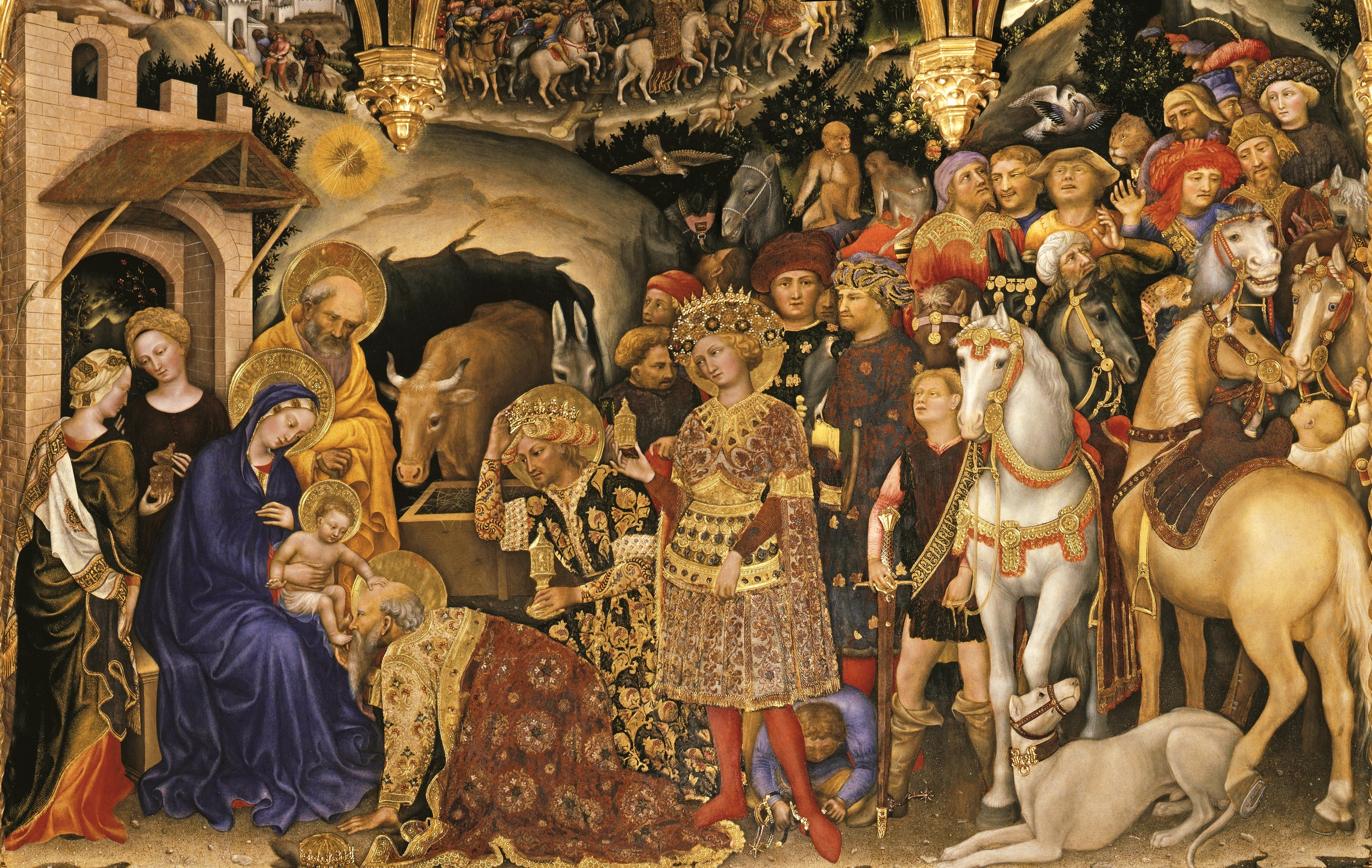
Detail obrazu
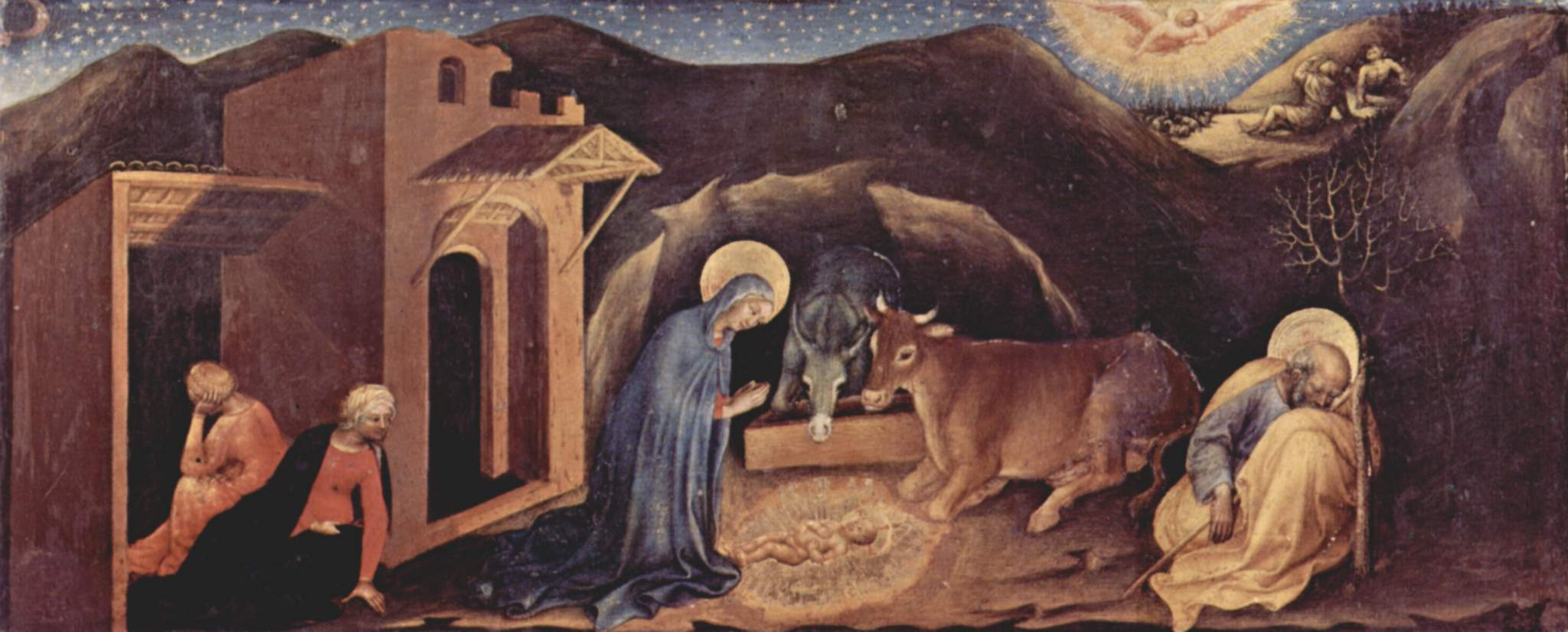
Scéna  Narození na spodní straně obrazu
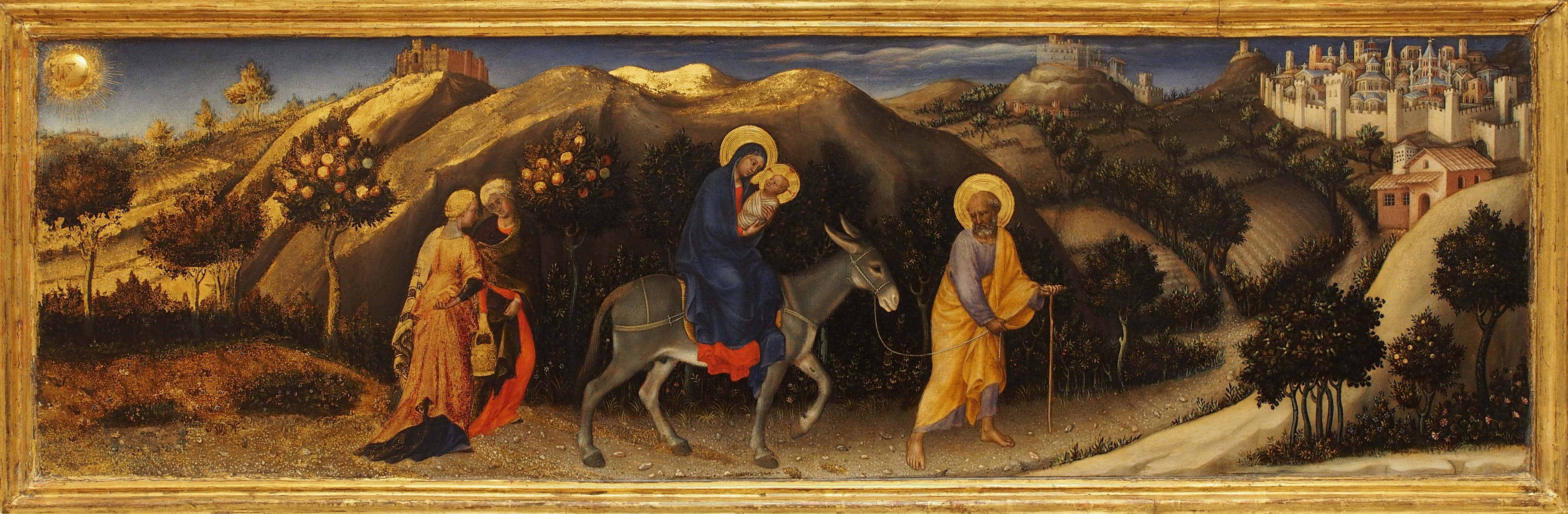
Scéna Útěk do Egypta na spodní straně obrazu